# Jade Jones
Jade Louise Jones (Bodelwyddan, 21 de marzo de 1993) es una deportista británica que compitió en taekwondo.
Participó en tres Juegos Olímpicos de Verano, entre los años 2012 y 2020, obteniendo dos medallas de oro, en Londres 2012 y Río de Janeiro 2016, ambas en la categoría de –57 kg. En los Juegos Europeos consiguió dos medallas, oro en Bakú 2015 y oro en Cracovia 2023.
Ganó cuatro medallas en el Campeonato Mundial de Taekwondo entre los años 2011 y 2022, y ocho medallas en el Campeonato Europeo de Taekwondo entre los años 2010 y 2024.

## Palmarés internacional
| Juegos Olímpicos   | Juegos Olímpicos         | Juegos Olímpicos  | Juegos Olímpicos |
| Año                | Lugar                    | Medalla           | Categoría        |
| ------------------ | ------------------------ | ----------------- | ---------------- |
| 2012               | Londres (Reino Unido)    | Medalla de oro    | –57 kg           |
| 2016               | Río de Janeiro (Brasil)  | Medalla de oro    | –57 kg           |
| Campeonato Mundial |                          |                   |                  |
| Año                | Lugar                    | Medalla           | Categoría        |
| 2011               | Gyeongju (Corea del Sur) | Medalla de plata  | –57 kg           |
| 2017               | Muju (Corea del Sur)     | Medalla de bronce | –57 kg           |
| 2019               | Mánchester (Reino Unido) | Medalla de oro    | –57 kg           |
| 2022               | Guadalajara (México)     | Medalla de bronce | –57 kg           |
| Juegos Europeos    |                          |                   |                  |
| Año                | Lugar                    | Medalla           | Categoría        |
| 2015               | Bakú (Azerbaiyán)        | Medalla de oro    | –57 kg           |
| 2023               | Krynica-Zdrój (Polonia)  | Medalla de oro    | –57 kg           |
| Campeonato Europeo |                          |                   |                  |
| Año                | Lugar                    | Medalla           | Categoría        |
| 2010               | San Petersburgo (Rusia)  | Medalla de bronce | –53 kg           |
| 2012               | Mánchester (Reino Unido) | Medalla de bronce | –57 kg           |
| 2014               | Bakú (Azerbaiyán)        | Medalla de plata  | –57 kg           |
| 2016               | Montreux (Suiza)         | Medalla de oro    | –57 kg           |
| 2018               | Kazán (Rusia)            | Medalla de oro    | –57 kg           |
| 2021               | Sofía (Bulgaria)         | Medalla de oro    | –57 kg           |
| 2022               | Mánchester (Reino Unido) | Medalla de bronce | –57 kg           |
| 2024               | Belgrado (Serbia)        | Medalla de plata  | –57 kg           |